# Arthur Lyons
Pour les articles homonymes, voir Lyons.
Arthur Lyons, né le 6 décembre 1946 à Los Angeles en Californie et mort le 21 mars 2008 à Palm Springs en Californie, est un écrivain américain de roman policier.

## Biographie
Il fait ses études universitaires à l'Université de Californie à Santa Barbara où il obtient un diplôme en sciences politiques. Il travaille ensuite dans la restauration et prend la succession de son père à la tête du restaurant familial de Palm Springs. 
En littérature, il est l’auteur de dix-sept romans, dont onze sont consacrés à Jacob Ash, un détective privé évoluant à Los Angeles. Dans Le Fouineur (1974), le premier titre de la série, Jacob Ash identifie une secte de nécrophiles amateurs de soirées privées. Dans La Ravissante à l'abattoir (1976), le héros recherche le directeur disparu d'une compagnie de conditionnement de viandes, ce qui le met bientôt en lien avec la mafia qui contrôle ce secteur économique.  Au total, sept des enquêtes de Ash ont été traduites à la Série Noire. 
En 2000, Arthur Lyons cofonde le Palm Springs Festival Noir, événement consacré aux films noirs et aux séries B. À sa mort, en 2008, le festival est nommé le Arthur Lyons Festival Noir.

## Œuvre

### Romans

#### SérieJacob Asch
- The Dead Are Discrete (1974) Publié en français sous le titre Le Fouineur, Paris, Gallimard, Super noire no 33, 1976.
- All God's Children (1976)
- The Killing Floor (1976) Publié en français sous le titre La Ravissante à l’abattoir, Paris, Gallimard, Super Noire no 93, 1978.
- Castles Burning (1980) Publié en français sous le titre La Déchirure, Paris, Gallimard, Série noire no 1842, 1981.
- Hard Trade (1981) Publié en français sous le titre Faut pas avoir honte, Paris, Gallimard, Série noire no 1865, 1982.
- Dead Ringer (1977)
- At the Hands of Another (1983) Publié en français sous le titre Ne fais pas à autrui, Paris, Gallimard, Série noire no 1977, 1984.
- Three With a Bullet (1985)
- Fast Faded (1987) Publié en français sous le titre Caméra-stylet, Paris, Gallimard, Série noire no 2175, 1989.
- Other People's Money (1989) Publié en français sous le titre L’Argent du Turc, Paris, Gallimard, Série noire no 2282, 1991.
- False Pretenses (1994)

#### SérieEric Parker(avec Thomas Noguchi)
- Unnatural Causes (1989)
- Physical Evidence (1990)

#### Autres romans
- The Second Coming: Satanism in America (1970)
- Satan Wants You: The Cult of Devil Worship in America (1971)
- The Blue Sense: Psychic Detectives and Crime (1991) (avec Marcello Truzzi)
- Death on the Cheap (2000)

## Adaptations

### À la télévision
- 1986 : Mort en eau trouble (Slow Burn), téléfilm américain réalisé par Matthew Chapman, d'après le roman Castles Burning, avec Eric Roberts et Beverly D’Angelo.

## Sources
- Claude Mesplède (dir.), Dictionnaire des littératures policières, vol. 2 : J - Z, Nantes, Joseph K, coll. « Temps noir », 2007, 1086 p. (ISBN 978-2-910686-45-1, OCLC 315873361), p. 241.
- Claude Mesplède  et   Jean-Jacques Schleret (Éd. rév. de: SN, voyage au bout de la Noire), Les auteurs de la Série noire, 1945-1995, Nantes, Joseph K, coll. « Temps noir », 1996, 627 p. (ISBN 978-2-910686-11-6, OCLC 300207570), p. 302.